# Rocky Marshall
Rocky Marshall es un actor inglés, más conocido por haber interpretado a Ed Keating en la serie Holby City.

## Carrera[1]
En el 2001 se unió al elenco de la aclamada miniserie Band of Brothers donde interpretó al sargento Earl J. "One Lung" McClung, un soldado que luchó durante la Segunda Guerra Mundial.
Ese mismo año apareció en un comercial para la televisión de "Smirnoff Ice". También apareció por primera vez en la serie policíaca The Bill donde dio vida a Robert Seaton durante los episodio "Sacrifice" y "Lifelines", más tarde volvió a aparecer en la serie en 2006 durante los episodios "408, 409 y 424" donde interpretó a Tom Parker, su última aparición en la serie fue en 2008 ahora interpretando a en los episodios "Proof of Life: Part 1 y 2".
En 2002 se unió al elenco de la cuarta temporada de la serie Holby City donde interpretó al médico Ed Keating, un doctor cardiotorácico, hasta la sexta temporada en el 2004 después de que su personaje decidiera irse luego de descubrir que el doctor Tom Campbell-Gore (Denis Lawson) lo había acusado falsamente de sus errores después de que una operación saliera mal.
Ese mismo año se unió al elenco de la película de guerra Hart's War donde dio vida al capitán Robert M. Swann.
En 2006 apareció como invitado en la serie médica Doctors donde interpretó a Karl Runton en el episodio "Touching a Nerve", anteriormente había aparecido por primera vez en la serie en el 2000 donde interpretó a Mike en el episodio "How Mad Is That?".
En el 2007 dio vida a Omnipor, uno de los hombres de Memmio (Daniel Cerqueira), que siguiendo planes de éste traza una estrategia para perjudicar a Lucio Voreno (Kevin McKidd), en la segunda temporada de la serie de la HBO: Rome hasta que su personaje fue asesinado por el soldado romano Titus Pullo (Ray Stevenson).
En 2014 apareció como invitado en dos episodios de la serie británica Emmerdale Farm donde interpretó al detective inspector Bails, un oficial que busca arrestar a Charity Dingle (Emma Atkins) por sus crímenes.
En el 2015 se unió al elenco de la esperada película Star Wars: Episodio VII - El despertar de la Fuerza donde dio vida al coronel Datoo.
Apareció como invitado en un episodio de la miniserie Wolf Hall donde dio vida a uno de los guardias de la torre de Londres.
Ese mismo año se unió al elenco de la serie The Royals, donde interpreta al agente James Hill, el nuevo guardaespaldas de la princesa Eleanor Henstridge (Alexandra Park), poco después James se convierte en el nuevo jefe de seguridad de la casa real, hasta ahora.

## Filmografía

### Series de televisión
| Año             | Título             | Personajes           | Notas                                           |
| --------------- | ------------------ | -------------------- | ----------------------------------------------- |
| 2015 - presente | The Royals         | James Hill           | 11 episodios                                    |
| 2015            | Mr. Selfridge      | Det. Insp. Purkiss   | 5 episodios                                     |
| 2015            | Wolf Hall          | Guardia              | episodio "Anna Regina" - miniserie              |
| 2014            | Emmerdale Farm     | Det. Insp. Bails     | 2 episodios                                     |
| 2014            | Silk               | P.C. Michael Lewis   | episodio # 3.1                                  |
| 2011            | Waking the Dead    | Rick Scoble          | 2 episodios                                     |
| 2011            | Zen                | Alessandro Antonioni | episodio "Ratking" - miniserie                  |
| 2010            | Law & Order: UK    | Russell Lowry        | episodio "Anonymous"                            |
| 2009            | SOKO Leipzig       | Nick Carson          | episodio "Entführung in London"                 |
| 2008            | Bones              | Lake                 | episodio "The Yanks in the U.K.: Parts 1 and 2" |
| 2008            | The Royal          | Lorenzo Dannini      | episodio "To Love and to Lose"                  |
| 2007            | Rome               | Omnipor              | 3 episodios                                     |
| 2006            | The Bill           | Tom Parker           | 3 episodios                                     |
| 2006            | Doctors            | Karl Runton          | episodio "Touching a Nerve"                     |
| 2006            | Dalziel and Pascoe | Jason Chapman        | 2 episodios                                     |
| 2002 - 2004     | Holby City         | Dr. Ed Keating       | 70 episodios                                    |
| 2001            | Band of Brothers   | Cpl. Earl J. McClung | 3 episodios - miniserie                         |
| 2001            | EastEnders         | Dave Smalls          | episodio del 7 de mayo                          |
| 1997            | Family Affairs     | Duncan Hart          | 12 episodios                                    |
| 1997            | Bugs               | Mecánico             | episodio "Blaze of Glory"                       |
| 1995            | London's Burning   | Peter                | episodio # 8.13                                 |
| 1992            | Casualty           | Bobby                | episodio "Act of Faith"                         |

### Películas
| Año  | Título                                              | Personaje          | Notas                                                                                          |
| ---- | --------------------------------------------------- | ------------------ | ---------------------------------------------------------------------------------------------- |
| 2015 | Star Wars: Episodio VII - El despertar de la Fuerza | Coronel Datoo      | junto a Harrison Ford, Mark Hamill, Carrie Fisher, Adam Driver, Daisy Ridley y Oscar Isaac     |
| 2002 | Hart's War                                          | Capt. Robert Swann | junto a Bruce Willis, Colin Farrell, Terrence Howard, Cole Hauser, Marcel Iures y Linus Roache |
| 2001 | Mean Machine                                        | Cigs               | junto a Vinnie Jones, Jason Statham, Stephen Walters, Danny Dyer, David Kelly y David Hemmings |

### Documentales
| Año  | Título                   | Personaje | Notas |
| ---- | ------------------------ | --------- | ----- |
| 2009 | The Birth of the Hom-Com | William   | -     |

### Apariciones
| Año  | Título                | Notas |
| ---- | --------------------- | ----- |
| 1997 | Guitars for Goalposts | -     |

### Teatro
| Año  | Título                         | Personaje            | Director        | Teatro | Notas                                                                     |
| ---- | ------------------------------ | -------------------- | --------------- | ------ | ------------------------------------------------------------------------- |
| 2013 | The Love-Girl and the Innocent | Goldtooth / Ovchukov | Matthew Dunster | -      | junto a Kurt Kansley, Ben Lee, Ben Nathan, Ben Onwukwe y Kathryn Prescott |